# Oxytropis spicata
Oxytropis spicata är en ärtväxtart som först beskrevs av Pall., och fick sitt nu gällande namn av Olga Alexandrovna Fedtschenko och Boris Fedtjenko. Oxytropis spicata ingår i släktet klovedlar, och familjen ärtväxter. Inga underarter finns listade i Catalogue of Life.